# Dinastia E
La Dinastia E és una dinastia reial mesopotàmica que va governar Babilònia entre els anys 979-732 aC. El seu nom prové de la Llista A de reis de Babilònia, segons la qual els governants babilònics des de Nabu-mukin-apli (979-944 aC) fins a Nabu-shuma-ukin II (732 aC) pertanyien a una dinastia anomenada «E» (en sumeri, .BALA E).
El període en què se suposava que havia de governar la Dinastia E és molt poc conegut, principalment a causa de l'escassetat de fonts escrites disponibles. Dels que tenim, emergeix una imatge ombrívola d'un país submergit en l'anarquia i el caos, provocat per les freqüents invasions i l'assentament de tribus aramees i caldees. Els governants més destacats que intentaven restaurar la pau i l'ordre a Babilònia en aquest moment eren Nabu-apla-iddina (888-855 aC), Eriba-Marduk (769-761 aC) i Nabonassar (747-734 aC). També se sap que la Dinastia E només era una «dinastia de nom», perquè els governants que la crearen tenien orígens diferents i en realitat pertanyien a dinasties diferents.
També cal esmentar que, segons la Llista A de reis de Babilònia, alguns dels governants posteriors havien de pertànyer a la Dinastia E, com Bel-ibni (703-700 aC) i Mushezib-Marduk (693-689 aC).